# Lucinda Jenney
Lucinda Kingsbury Jenney (* 23. April 1954 auf Long Island, New York) ist eine US-amerikanische Schauspielerin.

## Karriere
Jenney spielte vor allem kleine Rollen in Fernsehproduktionen, hatte aber auch größere Rollen wie zum Beispiel in American Heart (1992) – für den sie 1994 für den Independent Spirit Award nominiert wurde – oder die der Courtney Oaykley in Verrückt/Schön. Nebenrollen spielte sie in Serien wie Six Feet Under – Gestorben wird immer, Law & Order, Monk, NYPD Blue oder High Incident. 2012 stand sie – an der Seite von Bill Moseley und Michael Cudlitz – im Indie-Horror-Thriller Rogue River vor der Kamera.

## Filmografie (Auswahl)
- 1979: The Doctors (Fernsehserie, 3 Folgen)
- 1979: Hochstapler (Imposters)
- 1985: Nachts wenn der Mörder kommt (Out of the Darkness, Fernsehfilm)
- 1986: Die Whoopee Boys (The Whoopee Boys)
- 1986: Peggy Sue hat geheiratet (Peggy Sue Got Married)
- 1987: Verne Miller – Staatsfeind Nr. 1 (Gangland: Verne Miller Story)
- 1988: Miami Vice (Fernsehserie, eine Folge)
- 1988: Rain Man
- 1989: Belushi – Wired (Wired)
- 1989: Geboren am 4. Juli (Born on the Fourth of July)
- 1991: Die Rache (Vigilante Cop, Fernsehfilm)
- 1991: Thelma & Louise
- 1992: Die Wassermaschine (The Water Engine, Fernsehfilm)
- 1992: Haus der Drachen (The Habitation of Dragons, Fernsehfilm)
- 1992: American Heart – Die zweite Chance (American Heart)
- 1993: Matinée (Matinee)
- 1993: Mr. Jones
- 1994: Next Door – Zur Hölle mit den Nachbarn (Next Door, Fernsehfilm)
- 1995: Unheimlicher Besucher (A Stranger in Town, Fernsehfilm)
- 1995: Leaving Las Vegas
- 1995: Morgen wirst Du tot sein, Beth (Eye of the Stalker, Fernsehfilm)
- 1996: Die Cops von El Camino (High Incident, Fernsehserie, 4 Folgen)
- 1996: Grace of My Heart
- 1996: Thinner – Der Fluch (Thinner)
- 1997: Missbrauchte Liebe (Loved)
- 1997: Wie ich zum ersten Mal Selbstmord beging (The Last Time I Committed Suicide)
- 1997: Die Akte Jane (G.I. Jane)
- 1997: Das Camp – Nur die Stärksten kommen durch (First Time Felon, Fernsehfilm)
- 1997: The Visitor – Die Flucht aus dem All (The Visitor, Fernsehserie, 2 Folgen)
- 1997: Mad City
- 1998: Tote lügen nicht (Scattering Dad, Fernsehfilm)
- 1998: Desert Blue
- 1998: Hinter dem Horizont (What Dreams May Come)
- 1998: Zauberhafte Schwestern (Practical Magic)
- 1999: Tief wie der Ozean (The Deep End of the Ocean)
- 1999: Immer wieder Fitz (Cracker, Fernsehserie, 2 Folgen)
- 2000: Mörderische Verführung (Crime and Punishment in Suburbia)
- 2000: Women Love Women (If These Walls Could Talk 2, Fernsehfilm)
- 2000: Gegen jede Regel (Recuerda a los titanes)
- 2000: Practice – Die Anwälte (The Practice, Fernsehserie, 2 Folgen)
- 2000: Thirteen Days
- 2001: Verrückt/Schön (Crazy/Beautiful)
- 2002: Die Mothman Prophezeiungen (The Mothman Prophecies)
- 2002: Für alle Fälle Amy (Judging Amy, Fernsehserie, 1 Folge)
- 2002: The West Wing – Im Zentrum der Macht (The West Wing, Fernsehserie, 1 Folge)
- 2002: Verschüttet: Das Wunder von Pennsylvania (The Pennsylvania Miners’ Story, Fernsehfilm)
- 2003: The Shield – Gesetz der Gewalt (The Shield, Fernsehserie, 7 Folgen)
- 2003: S.W.A.T. – Die Spezialeinheit (S.W.A.T.)
- 2003: 24 (Fernsehserie, 4 Folgen)
- 2004: Law & Order (Fernsehserie, 1 Folge)
- 2004: Crossing Jordan – Pathologin mit Profil (Crossing Jordan, Fernsehserie, 1 Folge)
- 2004: Dr. House (House, Fernsehserie, 1 Folge)
- 2005: Criminal Intent – Verbrechen im Visier (Law & Order: Criminal Intent, Fernsehserie, 2 Folgen)
- 2007: CSI: Vegas (CSI: Crime Scene Investigation, Fernsehserie, 1 Folge)
- 2007: Cold Case – Kein Opfer ist je vergessen (Cold Case, Fernsehserie, 1 Folge)
- 2007: Battlestar Galactica (Fernsehserie, 1 Folge)
- 2007: Emergency Room – Die Notaufnahme (ER, Fernsehserie, 1 Folge)
- 2007: Monk (Fernsehserie, 1 Folge)
- 2007: The Final Season – Daran wirst du dich immer erinnern (The Final Season)
- 2008: American Violet
- 2009: Hangover (The Hangover)
- 2011: Law & Order: LA (Fernsehserie, 1 Folge)
- 2011: Rogue River – Nur der Tod kann dich erlösen (Rogue River)
- 2015: Revenge (Fernsehserie, 1 Folge)
- 2017: Wir gehören nicht hierher (We Don’t Belong Here)
- 2019: 3 from Hell
- 2022: D.O.A.